# Guecellone VII da Camino
Guecellone VII da Camino (... – Serravalle, agosto 1324) è stato un nobile e politico italiano. Con lui si concluse la signoria familiare a Treviso.

## Biografia

### I primi anni
Figlio di Gherardo III e Chiara della Torre, fu inizialmente destinato alla carriera ecclesiastica; venne investito di alcuni feudi in diocesi di Ceneda e gli furono assegnate delle proprietà nel trevigiano ma rimase fondamentalmente nel dietro le quinte fino a quando dovette però dedicarsi agli interessi familiari alla morte del padre, signore di Treviso, avvenuta nel marzo 1306.

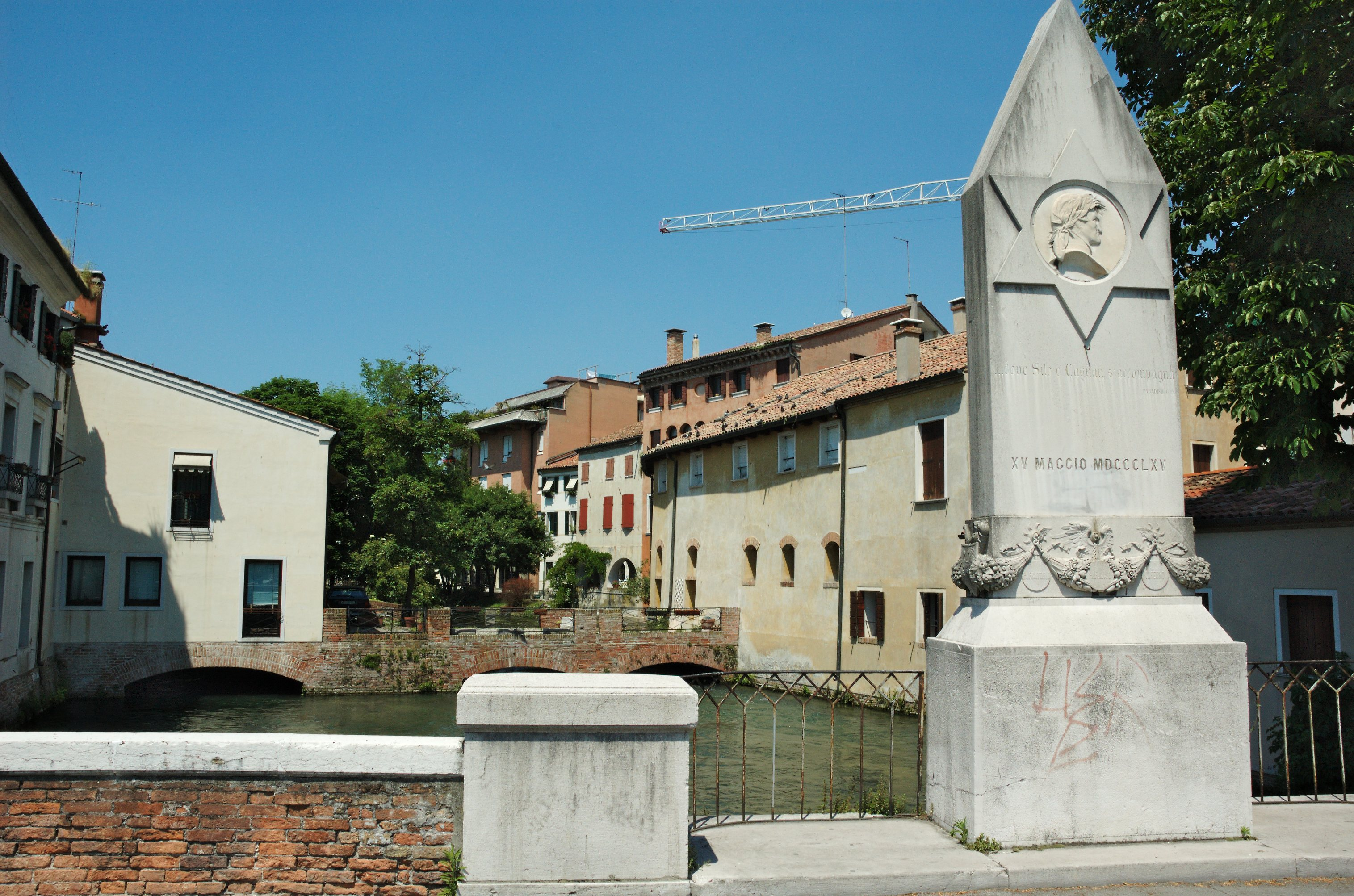
Il "ponte di Dante" a Treviso, vicino al luogo in cui sorgeva il palazzo Caminese.

Rizzardo IV, fratello di Guecellone e figlio di Gherardo, subentrò a quest'ultimo nella carica di capitano generale della città, nonché di Feltre e Belluno; non avendo figli legittimi, egli designò il fratello come proprio successore nonostante tra i due probabilmente non corresse buon sangue.
Rizzardo rimase in carica fino a quando venne assassinato, il 12 aprile 1312, a seguito di una congiura a cui probabilmente partecipò anche il fratello, viste le tempistiche rapide nella successione, il fatto che il caso fu altrettanto rapidamente archiviato senza una vera indagine, e che i probabili mandanti appoggiarono la successione.

### Guecellone signore di Treviso

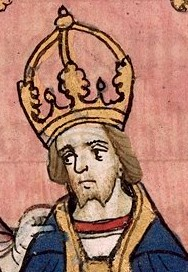
Enrico VII di Lussemburgo.

Guecellone, entrando in carica, si distinse dal fratello ripristinando la tradizionale politica filoguelfa familiare: rinunciò contestualmente al titolo di vicario imperiale acquistato a peso d'oro appena un anno prima dal fratello defunto da Enrico VII di Lussemburgo, col disappunto di quest'ultimo il quale lo mise sotto processo; inoltre ripristinò gli ordinamenti comunali aboliti dopo le riforme del padre.
In continuità con le politiche paterne cercò invece di mantenere buoni rapporti con la repubblica di Venezia espellendo dalla città gli esuli veneziani coinvolti nella Congiura del Tiepolo, con la Repubblica di Firenze e infine con le città guelfe del territorio, in particolare Padova con la quale Treviso si alleò contro la ghibellina Verona, in quel momento in forte crescita grazie alle aggressive politiche di Cangrande I della Scala.
Una nutrita truppa trevigiana, guidata da vari esponenti delle famiglie più in vista della città, andò infatti in soccorso dei padovani già pochi giorni dopo l'omicidio di Rizzardo; seguì presto un secondo invio di truppe che costringe lo Scaligero alla ritirata.
Guecellone fu ricompensato con numerosi beni in Padova e il diritto a nominarne il nuovo podestà; tuttavia gli venne negato il titolo di Capitano di guerra (e quindi di capo dell'esercito della città), spingendolo ad optare per un clamoroso cambio di fronte: grazie anche alla mediazione di Enrico II di Gorizia, marito della sorella Beatrice, stipulò un'alleanza con Cangrande. Essa venne suggellata da due promesse di matrimonio: Rizzardo novello, figlio di Guecellone, avrebbe sposato Verde, figlia di Alboino fratello di Cangrande da poco scomparso, mentre un figlio di Alboino avrebbe sposato una figlia di Guecellone.

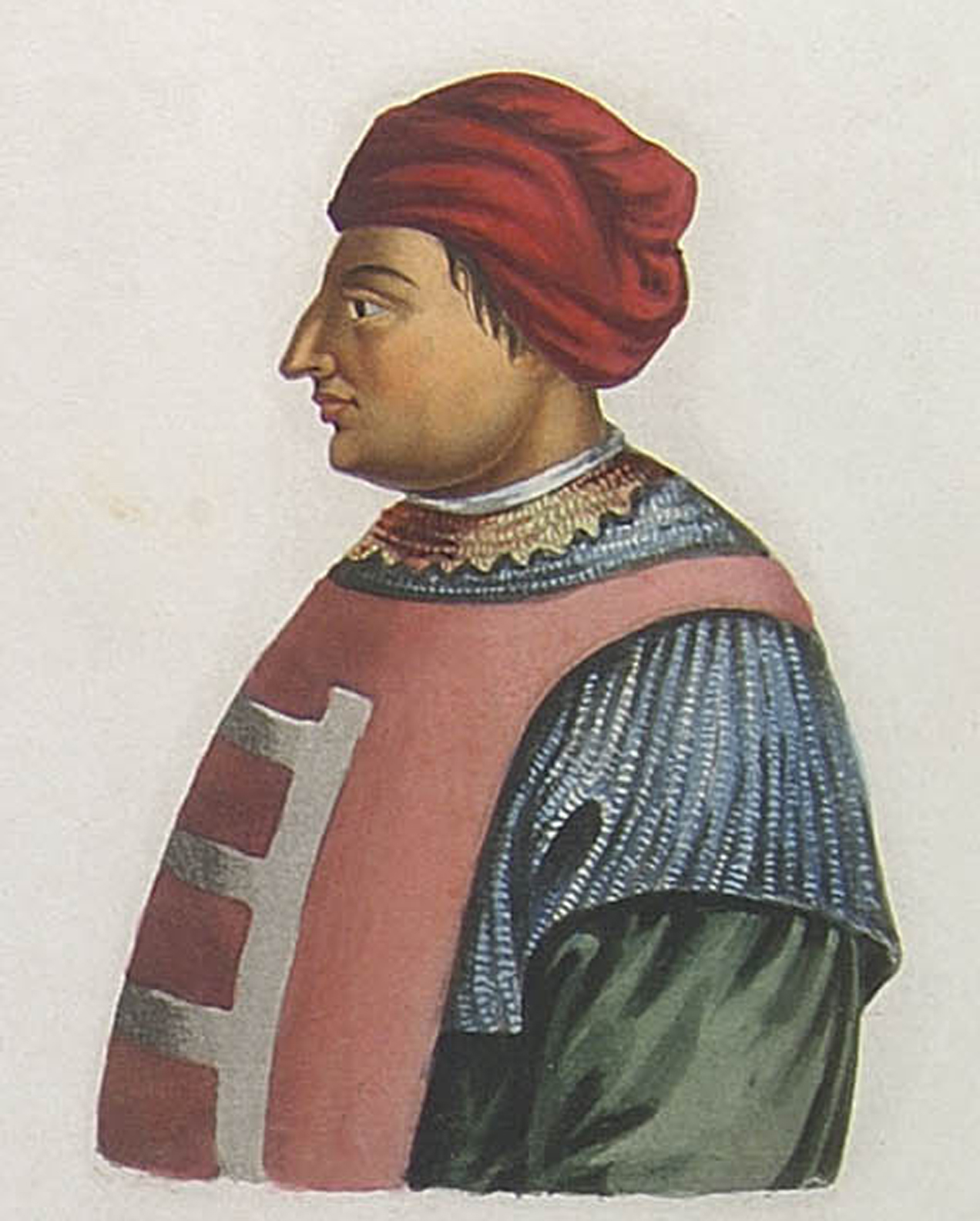
Cangrande della Scala.

Ma similmente a quanto era accaduto appena un anno prima al fratello, questo tradimento politico ai danni della coalizione guelfa compromise in modo irreparabile il clima intorno a Guecellone, il quale fu abbandonato innanzitutto dal vescovo della città Salomone de' Salomoni sia dalle famiglie alleate che così fecero quadrato intorno al presule, a partire dai Collalto e dai Tempesta: ad esse si unirono anche Tolberto III e Biaquino VI da Camino, capi dell'altro ramo della famiglia. La forte pressione fiscale per far fronte alle spese militari che ormai da anni attanagliava il popolo trevigiano fece il resto.
Nella notte tra il 14 e il 15 dicembre dello stesso anno i cittadini di Treviso guidati dal vescovo, temendo che la città venisse ceduta agli Scaligeri, si rivoltarono contro i Caminesi incendiandone la residenza a Santa Caterina; Guecellone riuscì rocambolescamente a fuggire calandosi dalle mura cittadine e trovando quindi rifugio nel castello di famiglia a Serravalle: tutto questo ad appena otto mesi dal suo insediamento.

### Il declino

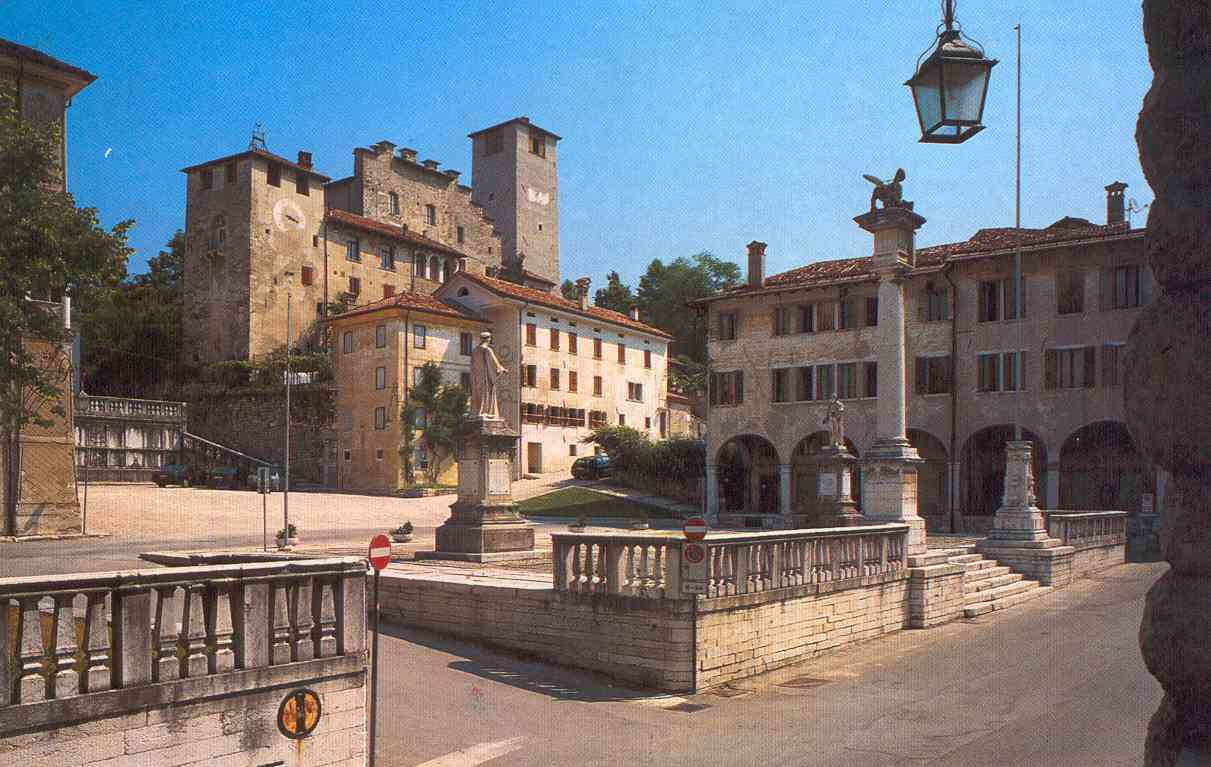
Feltre, Piazza Maggiore.

Mentre a Treviso si facevano sparire i simboli caminesi, il Consiglio dei Trecento revocò a Guecellone il titolo di Capitano Generale, oltre a tutti gli altri privilegi di cui godeva in città. Egli mantenne, ma solo de jure, il titolo a Feltre e Belluno.
Da Serravalle Guecellone iniziò a muoversi per riottenere il maltolto; nel (1313) il Patriarca di Aquileia Ottobuono di Razzi ne riconfermò gli antichi diritti feudali e ricucì lo strappo con l'imperatore Enrico poco prima che, ad agosto, egli morisse. Verso fine anno riuscì a riavvicinarsi anche al comune di Treviso, nell'ottica di riottenere i beni di famiglia in città posti sotto sequestro. Questo permise a Guecellone di essere chiamato a mediare in occasione di alcuni contenziosi tra il Comune e la contea di Gorizia, con la quale da tempo la famiglia aveva intessuto proficui rapporti.
Le sue relazioni con le istituzioni trevigiane si guastarono nuovamente poiché egli non riuscì a riottenere le rendite in città delle quali avevano goduto il padre e il fratello: questo lo spinse nuovamente verso la parte scaligera, affiancando Cangrande della Scala in un tentativo di occupare la città (1317) e quindi assediando Conegliano (1317-1318): entrambe le operazioni si rivelarono fallimentari. Poco tempo prima, a Natale 1316, aveva mantenuto la promessa fatta a Cangrande con il matrimonio di Verde e Rizzardo combinato cinque anni prima.
Sul fronte bellunese, Guecellone aveva già da qualche tempo riottenuto de facto il potere su Feltre e Belluno; nel 1321 tentò di consolidare ulteriormente il suo potere sui due centri provocando l'omicidio del suo vescovo Manfredo da Collalto, ma a beneficiare della situazione fu Cangrande che, tra febbraio e ottobre, soggiogò entrambe le città.

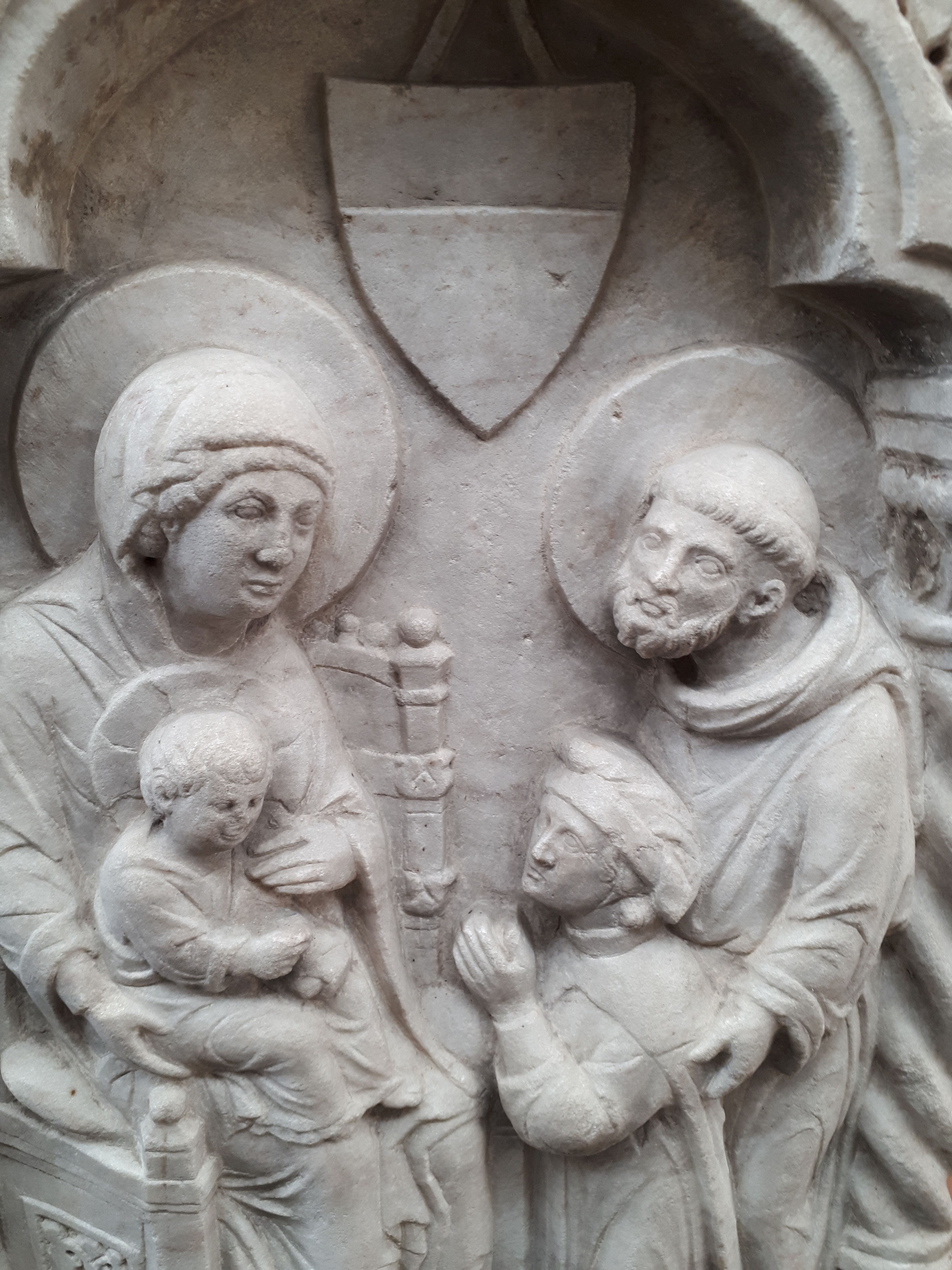
Particolare della formella dell'arca sepolcrale di Gherardo III da Camino.

Sul fronte cenedese, Guecellone a partire dal 1320 diede ospitalità a Serravalle al nuovo vescovo di Ceneda Francesco Ramponi, essendo in quel momento la residenza vescovile occupata dai Trevigiani: il Ramponi, in cambio, due anni dopo confermò gli antichi privilegi di famiglia ai Caminesi. Nel 1323, tuttavia, il vescovo dovette riparare a Venezia a causa dell'interdetto e della scomunica lanciata dalla Santa Sede verso Guecellone. Le istituzioni ecclesiastiche avevano infatti chiesto, invano, di ottenere da Guecellone le eredità del fratello Rizzardo il quale, per lascito testamentario, aveva stabilito che tali eredità sarebbero dovute essere assegnate proprio alla Chiesa romana nel caso che Guecellone non avesse adempiuto, entro un anno e mezzo, a degli obblighi rimasti lettera morta.
Guecellone fece testamento il 12 agosto 1324, ormai prossimo alla morte, a Serravalle. Fu sepolto, come il padre e il fratello, nella Chiesa di San Francesco a Treviso.

## Discendenza
Dal matrimonio con Amabilia, figlia del conte Vinciguerra di Sambonifacio e Cappellina degli Scrovegni, ebbe tre figli:
- Gherardo IV, morto in giovane età;
- Rizzardo VI, andato in sposo a Verde della Scala;
- Aica, che sposò prima Franceschino della Scala e quindi Jacopino Papafava nel 1326.

Ebbe anche un figlio naturale, Bernardino, che fu podestà del Cadore dal 1327 al 1333.